# 台中市公車黃1路
台中市公車黃1路目前由計程車業者提供服務，採預約制，自豐原行駛到公老坪頂，主要行駛於水源路。

## 歷史

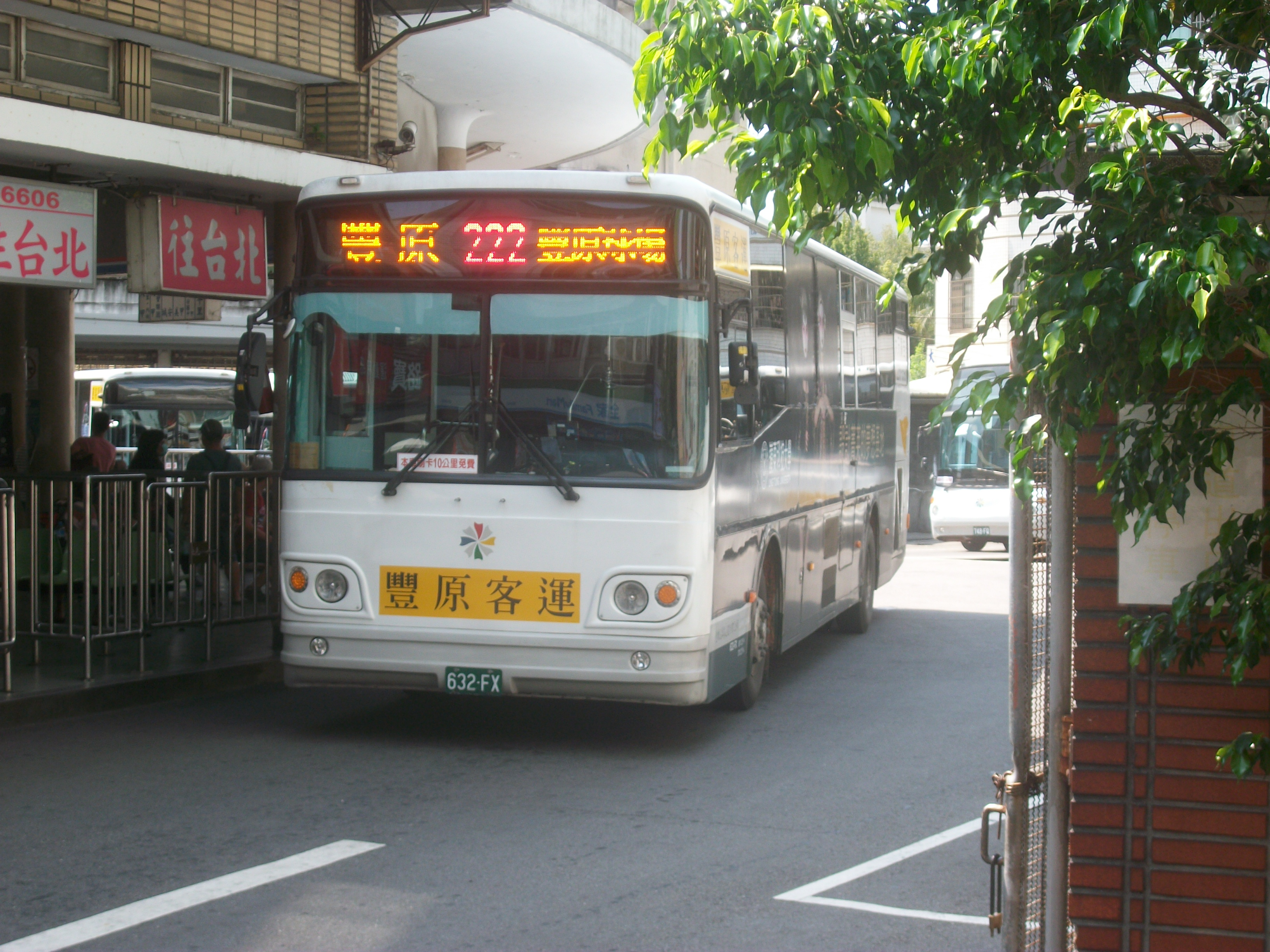
222路時期的豐原客運

- 2012年7月1日：移撥為臺中市公車222路，原為公路客運6643。
- 2015年11月9日：「王爺廟」更名為「水源豐原大道口」。
- 2017年3月26日：配合豐原區「向陽路地下道填平工程」道路管制禁止通行，2017年3月26日至2017年8月31日止改道為「豐原－三民路－源豐路－中正路－三豐路－圓環北路－豐勢路－豐陽路－向陽路」，改道後行經之既有站位皆停靠。[1]
- 2017年3月31日：「水源地」更名為「水源地（豐原漆藝館）」。
- 2017年4月1日：改由計程車業者提供服務，並改號為黃1路及採前一天預約路線班次。
- 2021年6月1日：原「豐原球場」端點延伸至「公老坪頂」，並修改發車時刻表，與223路線完全重疊。[2][3]

## 路線基本資料
往公老坪頂33站，往豐原32站。
自豐原起，經三民路、三豐路、中正路、向陽路、惠陽街、南陽路、自強南街、陽明街、圓環東路、安康路、永康路、南陽路、豐東路、水源路行駛到公老坪頂。

### 時刻表
- 時刻表僅供參考

| 豐原開時刻 | 豐原開備註 | 公老坪頂開時刻 | 公老坪頂開備註 |
| 09:50      | -          | 10:20          | -              |
| 13:20      | -          | 13:50          | -              |
| 14:10      | -          | 14:40          | -              |

### 收費
目前免費。

### 停站
參見右側路線圖